# Скундер Богосян
Олександр «Скундер» Богосян (22 липня 1937 – 4 травня 2003) — ефіопський художник і викладач мистецтва. Він був одним із перших і художників-модерністів з Ефіопії та африканського континенту у цілому. 

## Життєпис
Богосян народився 22 липня 1937 року в Аддис-Абебі, столиці Ефіопії. Його мати Цедале Волде Текле була амхара, а його батько Косроф Горгоріос Богосян, хоч і народився та виріс в Ефіопії, але мав вірменське походження. Він був полковником королівської лейбгвардії та брав активну участь в опорі проти італійської окупації Ефіопії. Пізніше його було заарештовано та ув'язнено на сім років. В результаті новонароджений Олександр та його старша сестра Астер мусили жити без батька в будинку свого дядька по батьківській лінії, який їх виховував, оскільки їхня мати вирішила почати нове життя з іншим чоловіком без своїх старших дітей.
Олександр навчався у традиційній релігійній початковій школі. У середній школі його навчали як ефіопські, так і іноземні вчителі, і він вільно володів амхарською, вірменською, англійською та французькою мовами. Цей мультикультуралізм згодом сильно вплинув на його мистецтво.
У 1955 році він отримав стипендію на навчання закордоном і спочатку навчався у Школі мистецтв Святого Мартіна та Школі мистецтв Слейда у Лондоні. Однак у 1957 році він переїхав до Франції, не завершивши навчання. Там він продовжив свою художню освіту в Парижі, де навчався в Школі витончених мистецтв та Академії Ґранд Шом'єр.
За цей час він встановив важливі контакти з такими африканськими художниками та інтелектуалами, як, наприклад, Воле Шоїнка, Еме Сезер та Шейх Анта Діоп. Цей досвід та їхній вплив значною мірою сприяли інтересу Скундера до панафриканізму. Окрім африканської міфології, сюрреалістичний рух, який на той час досяг свого піку у Парижі, значно вплинув на його пізніші роботи. У 1966 році Скундер повернувся до Ефіопії, де одразу ж отримав посаду в художній школі, відкритій Але Фелеге Селамом в Аддис-Абебі. Він залишався в Ефіопії до 1969 року, після чого назавжди покинув свою країну та переїхав до Сполучених Штатів.